# 1909年蒙特雷飓风
1909年蒙特雷飓风（英語：1909 Monterrey hurricane）是有纪录以来最致命的大西洋飓风之一，在墨西哥共计夺走约4000条人命。气旋最初是8月20日背风群岛东面的热带风暴，然后向西北偏西移动，次日以飓风下限强度进入加勒比海。8月23日吹袭伊斯帕尼奥拉岛后，气旋又登陆古巴东部，然后再回到加勒比海。返回开放水域上空后，风暴逐渐增强并达到现代萨菲尔-辛普森飓风等级下的三级飓风标准，再从尤卡坦半岛最北端经过。到8月26日时，飓风已进入墨西哥湾，虽然强度减弱，但又在重新强化，于当晚达到持续风速每小时185公里的最高强度。气旋接下来保持最高强度，于8月27日晚从墨西哥塔毛利帕斯州登陆，然后迅速减弱，于次日下午消散。
整场风暴存在期间一直比较接近陆地，所以对许多地区构成影响。大部分加勒比地区北部区域在气旋经过期间降下中到大雨并伴随有强烈阵风，但仅海地有灾情报导。墨西哥的受灾程度远比其他地区严重，飓风引发空前的洪灾，估计有四千人遇难。蒙特雷的灾情最为严重，全市过半建筑被淹，成百上千的楼房被毁，约有两万人流离失所。估计气旋一共对该国造成价值五千万美元（1909年美元，相当于2025年的17.5億美元）的破坏。

## 气象历史
由于当时西大西洋的船只观测数据不足，本场飓风的确切源头尚无定论:6。据大西洋飓风数据库记载，气旋起初是8月20日背风群岛东面的热带风暴，在向西北偏西移动期间迅速增强，风力时速提升至130公里，达到现代萨菲尔-辛普森飓风等级下的一级飓风标准。到8月21日晚，风暴已进入加勒比海并掠过瓜德罗普北部沿海地区，然后在加勒比海东北部缓慢强化。8月23日清晨，飓风以持续风速每小时150公里强度从多明尼加共和国首都圣多明哥西南方向不远处的圣克里斯多堡省境内登陆。
气旋在伊斯帕尼奥拉岛山区上空略有减弱，但从海地的灾情报告判断，其风速至少还保持在每小时120公里:9。8月23日晚，风暴突然“跳转”北上，从古巴关塔那摩省登陆。飓风继续向西北偏西前进，进入加勒比海北部期间又重新增强，于8月24日下午达到风力时速155公里强度，已是二级飓风标准。次日早上，气旋又进一步强化至三级飓风强度，成为1909年大西洋飓风季的第二场大型飓风，持续风速突破每小时178公里，然后从坎昆附近登陆尤卡坦半岛。不到12小时后，风暴进入墨西哥湾并再度快速增强，于8月26日达到风力时速185公里的最高强度。飓风的移动速度很快放缓并转向正西，但强度基本保持不变，于8月27日晚登陆墨西哥塔毛利帕斯州。接下来气旋在向陆地飘移的同时急剧减弱，于次日下午消散。:9

## 影响
| 排名 | 名稱             | 颶風季 | 死亡人數    |
| ---- | ---------------- | ------ | ----------- |
| 1    | “大颶風”         | 1780   | 至少2.2萬   |
| 2    | 米奇             | 1998   | 至少1萬9325 |
| 3    | “加爾維斯敦”     | 1900   | 8千至1.2萬  |
| 4    | 菲菲             | 1974   | 8千至1萬    |
| 5    | “多明尼加共和國” | 1930   | 2千至8千    |
| 6    | 弗洛拉           | 1963   | 7,186至8千  |
| 7    | “皮特爾角”       | 1776   | 至少6千     |
| 8    | “紐芬蘭”         | 1775   | 4千至4,163  |
| 9    | “奧基喬比”       | 1928   | 至少4,078   |
| 10   | “蒙特雷”         | 1909   | 4千         |

吹袭墨西哥前，风暴已在加勒比地区北部多个岛屿产生狂风暴雨。背风群岛首当其冲，但具体破坏程度缺乏记载。波多黎各、多明尼加共和国和牙买加都出现中等程度降水和强烈阵风。:7飓风进入海地上空时已略有减弱，但多地依然受到重大破坏，许多民宅被毁，大量居民无家可归。古巴大部分地区同样受到气旋影响，向北远至哈瓦那都测得时速95公里的强风。:8风暴二度登陆墨西哥期间产生的涌浪和阵风更强，南德克萨斯州部分地区测得时速109公里的大风:9。科珀斯克里斯蒂北面的低洼地区被0.3至0.9米的洪水淹没，多个码头受损。该州没有人员丧生，总体破坏程度很轻。
气旋登陆尤卡坦半岛时的强度仍在二级至三级飓风范围，但造成的具体影响缺乏记载。距海岸线尚有40公里的一艘船只在风暴经过期间测得时速155公里狂风:8。不过，风暴第二次登陆后造成的破坏极其严重，塔毛利帕斯州多个沿海城市很可能在8月27日深夜至次日凌晨受到飓风激起的风暴潮和狂风重创:9。两个沿海村庄被彻底摧毁，大部分地区的通讯中断，估计要一个多星期才能恢复。该州还有九座桥梁和约80公里铁轨被毁。
整场风暴造成破坏最严重的地区是更深入内陆的新莱昂州:9，倾盆大雨引发超过百年一遇水平的严重洪灾。据墨西哥的气象学家统计，气旋在40小时里共降下440毫米雨量。降水之后又持续32小时，令灾情雪上加霜。另据墨西哥政府统计，新莱昂州首府蒙特雷附近的水库大坝在8月27日夜间坍塌，全城过半建筑被淹，邻近小镇圣路易西托（San Luisto）所有的建筑同样被淹。。圣卡塔琳娜河（Santa Catarina River）泛滥成灾，沿线的钢铁厂和冶炼厂都被摧毁。蒙特雷有成百上千的民居毁于一旦，致使约两万人流离失所:8。另据美国土木工程师协会估算，洪灾期间的水流量高达每秒6650立方米。

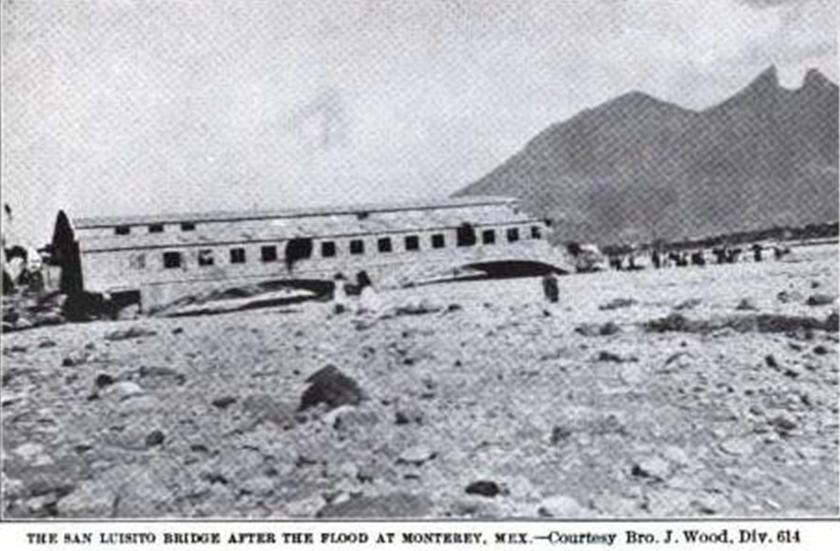
圣路易西托大桥被洪水摧毁

洪灾期间，灾民被迫逃到两层以上楼房的屋顶上，但圣卡塔琳娜河的流速太快，达每小时32公里，将大部分民房的根基冲垮，房屋顺流而下，屋内基本无人幸免。许多人在房屋倒塌后前往学校避难，但就在他们进入室内后不久，汹涌的洪水又将学校楼房淹没，房屋随后倒塌，造成90人丧生。到了早上，幸存者称城内灾情已是“不可名状”。估计整场飓风造成的损失数额至少有五千万美元（1909年美元，相当于2025年的17.5億美元），这其中约有四成是铁道受损。风暴在墨西哥各地约造成四千人死亡，成为有纪录以来最致命的大西洋飓风之一。另据其他来源估算，遇难人数可能高达五千，最低也有三千。蒙特雷南部四个街区被彻底摧毁，据信有八百人丧生。

## 善后
蒙特雷发生重大洪灾后，政府立即向包括美国在内的多个国家请求援助。市内许多居民和访客竭尽所能救出困在洪水中的人，并向无家可归者提供帮助。据《纽约时报》报导，有一人共救出30名困在洪水中的灾民。洪水尚未退去，当地就多次开展救援，许多人因此获救。但是，幸存者依然面临无食果腹和无处容身的境地。气旋过后，大部分居民都没有食物，情况直到8月31日首批援助物资送达后才有改观，但绝大多数人仍然只能分到少量面包和豆类。圣卡塔琳娜河沿线的洪水退却后，搜救工作马上开始，希望找到遇难者的遗体。但多份报导表明河床同流沙类似，大部分流入河中的尸体估计都深埋在河床下。
风暴过去数天后，许多人担心食品短缺会对灾民构成巨大威胁，特别是在通常用于运送食品的许多铁路都被洪水冲毁的情况下。为了及时处理死难者遗体，墨西哥政府官员决定将之火化或集体埋葬。到了9月中旬，已有1600至1800人获聘修复和重建新莱昂州的铁轨。2009年，奥斯瓦多·桑切兹（Oswaldo Sánchez）的著作《1909年：野兽之河的怒吼》第二次再版，重新统计洪灾幸存者的回忆。新莱昂自治大学的出版主任表示，这本书堪称对那段历史最真实的记载之一。为了纪念风暴中的众多遇难者，该书于2009年8月27日公开发行，这天正是飓风袭击蒙特雷100周年纪念日。